# Кеннет (Міннесота)
Кеннет (англ. Kenneth) — місто (англ. city) в США, в окрузі Рок штату Міннесота. Населення — 60 осіб (2020).

## Географія
Кеннет розташований за координатами 43°45′16″ пн. ш. 96°4′21″ зх. д. / 43.75444° пн. ш. 96.07250° зх. д. (43.754319, -96.072633).  За даними Бюро перепису населення США в 2010 році місто мало площу 2,73 км², уся площа — суходіл.

## Демографія
Згідно з переписом 2010 року, у місті мешкало 68 осіб у 29 домогосподарствах у складі 18 родин. Густота населення становила 25 осіб/км².  Було 31 помешкання (11/км²).
Расовий склад населення:
| - 100,0 % — білих |

До двох чи більше рас належало 0,0 %. Частка іспаномовних становила 0,0 % від усіх жителів.
За віковим діапазоном населення розподілялося таким чином: 22,1 % — особи молодші 18 років, 60,3 % — особи у віці 18—64 років, 17,6 % — особи у віці 65 років та старші. Медіана віку мешканця становила 44,0 року. На 100 осіб жіночої статі у місті припадало 142,9 чоловіків;  на 100 жінок у віці від 18 років та старших — 152,4 чоловіків також старших 18 років.
За межею бідності перебувало 24,6 % осіб, у тому числі 43,5 % дітей у віці до 18 років та 0,0 % осіб у віці 65 років та старших.
Цивільне працевлаштоване населення становило 32 особи. Основні галузі зайнятості: мистецтво, розваги та відпочинок — 25,0 %, сільське господарство, лісництво, риболовля — 25,0 %, освіта, охорона здоров'я та соціальна допомога — 15,6 %, виробництво — 9,4 %.